# Charles Édouard Jennings de Kilmaine
Charles Édouard Jennings de Kilmaine (Dublino, 19 ottobre 1751 – Parigi, 15 dicembre 1799) è stato un generale irlandese naturalizzato francese.

## Biografia
Nato a Dublino col nome Charles Edward Jennings, all'età di undici anni seguì il padre in Francia, dove cambiò il suo nome in Kilmaine.
Nel 1774 entrò a far parte dell'esercito francese in uno squadrone di cavalleria. Nel 1778, lasciati i dragoni si arruolò volontario in marina e partì alla volta del Senegal, allora colonia francese. Dal 1780 al 1783 combatté in America durante la rivoluzione americana contro il malgoverno della monarchia hannoveriana inglese. Durante la guerra Kilmaine serviva sotto il conte di Rochambeau.
Dopo la nomina a capitano ed un periodo di riposo venne richiamato nel 1791 con il grado di tenente colonnello; nel 1792 divenne colonnello, nel 1793 generale di brigata e di Stato Maggiore.
In quegli anni ebbe modo di distinguersi in vari atti militari, come nella battaglia di Jemappes, ma il 4 agosto 1793 fu sospeso, e non fu richiamato a servizio attivo fino a 1795. Si credeva infatti che, date le sue origini, fosse in relazione con gli inglesi.
Prese poi parte alle campagne italiane del 1796 e 1797, e fu nominato comandante di Lombardia.
Kilmaine ricevette il comando della cavalleria dell'Armata d'Inghilterra di Napoleone. Nel 1798 fu nominato comandante in capo in una eventuale assenza del generale Desaix.